# Бой у Ярышмарды
Бой у села Ярышмарды — эпизод Первой чеченской войны, в ходе которого 16 апреля 1996 года колонна 245-го гвардейского мотострелкового полка (245 мсп) 47-й гвардейской танковой дивизии федеральных войск была почти полностью уничтожена отрядом чеченских и арабских террористов под командованием Хаттаба. Бой произошёл в Грозненском районе Чечни, на расстоянии 1,5 км от моста через реку Аргун южнее села Ярышмарды и возле него.

## Предпосылки
14 апреля на центральной базе 245-го мотострелкового полка в Ханкале скомплектовали очередную колонну на Шатой, где в тот период дислоцировались основные силы полка. Она должна была доставить молодое пополнение, а также материально-технические средства для нужд воинской части.
В понедельник 15 апреля колонна техники, отправленная забрать скомплектованное пополнение и имущество, вышла из расположения 245-го мотострелкового полка в Шатое, и без помех добралась до центральной базы полка в Ханкале, остановившись там на ночлег.
В эту же ночь подошедшие отряды боевиков под командованием полевого командира Хаттаба организовали засаду возле села Ярышмарды. На протяжении двух километров вдоль трассы ими было сооружено более двадцати огневых позиций. Подготовлены склады с боеприпасами, установлены на дороге мины. Численность чеченских боевиков по разным оценкам российской стороны составляла от восьмидесяти до ста шестидесяти человек. По словам Хаттаба, в данном им по случаю разгрома колонны видеоинтервью, численность боевиков не превышала 50 человек. Со слов польского снайпера-наёмника, по совместительству журналиста, Мирослава Кулебы (прозвища Владислав Вильк, Мехмед Борз), Хаттаб располагал в том бою отрядом из 43 человек.
С утра до полудня 16 апреля колонна 245-го полка не выпускалась из Ханкалы из-за плохих погодных условий, после чего, в районе 12:00, гружёная колонна двинулась на Шатой.

## Сражение
Полковая колонна шла на Шатой по трассе Старые Атаги — Чири-Юрт — Дуба-Юрт — Дачу-Борзой — Ярышмарды. Миновав населённый пункт Дачу-Борзой, в районе 14:00 по местному времени колонна добралась до села Ярышмарды, растянувшись на узком горном серпантине. Длина колонны, как выяснилось уже потом, составляла почти полтора километра.
Когда зазвучали первые выстрелы, её головная часть скрылась за очередным поворотом дороги, а задняя миновала мост через русло неширокой речки Аргун. Бой начался в 14:20, когда колонна полностью переехала мост через реку Аргун, а её головная часть проходила мимо Ярышмарды. Всё началось после того, как оборудованный тралом танк, возглавляющий колонну, подорвался на фугасе большой мощности, оснащённом дистанционным управлением. Ещё один фугас был потом найден в хвосте колонны, но он не сработал. В целом же на трассе от места нападения и до Шатоя на следующий день было обнаружено семь неразорвавшихся фугасов. Как только передний танк был нейтрализован, спрятавшиеся по обеим сторонам ущелья террористы открыли стрельбу. Танк, идущий в хвосте колонны, получил несколько попаданий из гранатомёта. Но только после того, как ему пробило башню, он начал отступать, сдавая задом.
Первыми были подбиты головная и хвостовая машины колонны. Командирская машина была подбита с первых минут боя, а старший колонны гвардии майор П. Д. Терзовец и артиллерийский корректировщик капитан Вяткин были убиты. Выстрелами снайперов были убиты авиационный корректировщик и водитель командно-штабной машины. Колонна в один момент оказалась без поддержки авиации и артиллерии. На УКВ-диапазоне радиосети чеченскими террористами была поставлена активная помеха, что полностью лишило бойцов связи с командованием. Старшина роты связи попытался передать сообщение о нападении по переносной рации, но оно не было принято.
С заранее подготовленных огневых точек, расположенных на высоте по обе стороны от дороги, террористы кинжальным огнём в течение нескольких часов уничтожали технику и личный состав полка. Солдаты сгорали заживо, не успевая выбраться из обстреливаемых «Шмелями» (одноразовых реактивных огнемётов) машин. Бойцы, ехавшие на мешках с продовольствием, сразу же стали отличной мишенью террористов. Большое количество машин с топливом в колонне также сыграло на руку противнику. Взрываясь, они уничтожали вокруг себя всё живое, повсюду разлеталось горящее топливо. Раненых и контуженых солдат, пытающихся отойти от дороги, добивали снайперы. Грузовики с боеприпасами террористы уничтожали из РПГ, а те, которые везли продукты, обстреливали из стрелкового оружия. Повезло тем, кто в первые минуты боя сумел найти мёртвые зоны обстрела, где чеченские террористы не могли их достать. Многие солдаты прыгали с высокого обрыва у пересохшей речки, спасаясь от вражеских пуль. На следующий день разведчики, прочёсывающие ущелье и обследующие берега Аргуна, находили их тела. Одна группа бойцов спаслась, спрятавшись в дренажной трубе под дорогой, другая смогла добежать и занять позицию в фундаменте строящегося дома, расположенного поблизости.
В 14:40 командир 245 мсп подполковник Романихин услышал звуки разрывов, которые доносились из ущелья. После того, как командование 245-го мотострелкового полка узнало об атаке на колонну, был дан приказ ничего не предпринимать до указаний сверху. В 14:45 Романихин поставил задачу командиру разведывательной роты, находящейся в Аргунском ущелье на временных блок-постах, выдвинуться навстречу колонне, уточнить обстановку и при необходимости оказать помощь.
В 15:30 разведрота федеральных сил, выдвинувшаяся из блок-поста в Аргунском ущелье на помощь колонне 245-го полка, попала под сильный огонь и вынуждена была остановить продвижение. Небольшую группу разведчиков террористы встретили возле Ярышмарды. Прижатые плотным огнём, разведчики так и не смогли подойти к месту основного сражения.
В 16:00 командир 245-го полка высылает бронегруппу во главе с командиром 2-го мотострелкового батальона (2 мсб) подполковником Мирошниченко, которому ставится задача обойти Ярышмарды, огнём танков и БМП уничтожить огневые точки противника и прорваться к колонне совместно с разведывательной ротой. Бронегруппа 2 мсб состояла из двух танков и трёх БМП. Одновременно подполковник Романихин ставит задачу своему заместителю подполковнику Иванову, который находился под населённым пунктом Гойское с 1 мсб, выслать бронегруппу со стороны 324-го мотострелкового полка (324 мсп) с той же целью. Согласно официальным сведениям применение артиллерии 245-м мотострелковым полком началось в 16:00, а 324-й полк открыл огонь в пять вечера. Артиллеристами 245-го полка 16 апреля было израсходовано 669 снарядов, 324-го полка — 332 снаряда.
В 16:50 командир 2 мсб ппк Мирошниченко доложил, что огнём танков уничтожил два пулемётных расчёта на южной окраине Ярышмарды и продвигается к колонне. Несмотря на то, что бронегруппа Мирошниченко также подверглась атаке боевиков, ей удалось, обстреляв прилегающие высоты из БМП и танков, прорваться и выйти к месту сражения. В 17:30 Мирошниченко доложил, что вышел к колонне. В это же время подошла бронегруппа со стороны 324 мсп, а вместе с ней и отряд разведчиков первым пытавшийся пробиться к колонне. Из села Гойское подъехала на пяти БМП шестая мотострелковая рота. Но к этому времени бой уже закончился, а отряд чеченских террористов скрылся с места. Личный состав сразу же начал эвакуацию раненых. В 18:00 бой закончился, вооружённые отряды террористов прекратили огонь и покинули место боя.

## Воспоминания очевидцев
Из воспоминаний участника боя контрактника Дениса Цирюльника:
Примерно в 14:00 тронулись. В 14:10 прошли Чишки и перед входом в ущелье дёрнули затворами… Колонна растянулась на «тёщином языке» (это серпантин такой). На нём наливники еле разворачивались, а уж МАЗы, которые неисправную технику тянули, вообще не знаю, как проходили. Всё тихо, спокойно. Едем, анекдоты травим. Проехали Ярышмарды, голова колонны уже за поворот ушла, наливники мост через сухое русло прошли. И тут — взрыв впереди, смотрим — из-за пригорка башню танка подбросило, второй взрыв — тоже где-то в голове колонны, а третий как раз бахнул между впереди идущим и нашим наливником. Взрывом оторвало капот, повыбивало стекла. Меня тогда первый раз контузило… Тут мимо меня граната как шарахнет в наливник, что сзади нас шёл. Наливник горит… Прислушался, вроде пулемёт работает. Сзади что-то подожгли, и чёрный дым пошёл в нашу сторону по ущелью. Собрались и рванули через дорогу, упали за бетонные блоки перед мостом. Голову не поднять, а пулемётчик тем временем долбит по наливникам, и небезуспешно. Поджёг он их. Лежим мы с Димой, а мимо нас в сторону моста течёт речка горящего керосина шириной метра полтора. От пламени жарко нестерпимо, но, как выяснилось, это не самое страшное. Когда огненная река достигла «Урала» с зарядами для САУ, всё это добро начало взрываться… Вдруг во втором «Урале» с фугасными боеприпасами что-то так взорвалось, что задний мост с одним колесом свечой метров на 80 ушёл вверх. Выползли на опушку, а по танку, который в хвосте колонны стоял, духи из РПГ лупят. Раз восемь попали, но безрезультатно. Потом всё же пробили башню со стороны командирского люка. Из неё дым повалил. Видимо, экипаж ранило, и механик начал сдавать задом. Так задом наперёд он прошёл всю колонну и, говорят, добрался до полка… Прошёл час с начала боя. Стрельба стала затихать. Заработала артиллерия, очень аккуратно, только по склонам, и не задевая ни населённый пункт, ни нас. Потом пришли четыре Ми-24, отработали по горам…
Старший сержант Игорь Изотов:
Я находился в третьем грузовике. При взрыве головного танка инстинктивно пригнулся, и в это время пулемётная очередь прошила лобовое стекло. Из нашего «Урала» все быстро выскочили, отстреливаясь наугад. Я успел втиснуться между скалами и передней БМП. Это мне и ещё нескольким ребятам спасло жизнь. Остальным повезло меньше. Нашему снайперу автоматной очередью перебило обе ноги. Он кричал, перекрывая стрельбу, кровищи было море, из ран торчали сухожилия и ошмётки костей. Мы оттащили его, и всё время он пытался схватить меня за волосы, словно пытаясь задержаться на этом свете. Позже он умер… Запах на месте боя был тошнотворный. Когда я вернулся к сгоревшему «Уралу», то сразу нашёл своего друга Серёгу. Ещё вначале, спрятавшись за камнем, я видел, как он бежал к укрытию. Первой очередью ему перебило ноги, второй прошило туловище. В каком-то помутнении я всё старался нащупать пульс на окровавленном Серёгином теле. Очнулся, когда меня толкнули в спину. Я погрузил труп в подъехавший «Урал» и только тогда посмотрел вокруг. Остальные выжившие тоже находили знакомых и друзей. Кто-то при этом страшно ругался матом, кто-то надрываясь орал, одного солдата вырвало, когда вытащили обезображенное, обгоревшее тело танкиста. Всеми владел дикий ужас…
Старший прапорщик Сергей Черчик:
Пошевелился и тут же пуля пробила мне каблук. «Духовский» снайпер, очевидно, понял, что я живой. Успел заползти под машину, автомат не бросил, волочил за собой. А снайпер начал стрелять по колёсам, чтобы машина, осев, меня раздавила. Рядом разорвался снаряд, выпущенный из гранатомёта, осколок угодил мне в бедро. Лежу, не могу ничего придумать, а мост автомашины того и гляди раздавит. В последний момент один контрактник вытянул меня за шиворот. Техника вся в пламени, сверху капает горящая солярка. Снайпер достаёт солдата, перебивает ему коленную чашечку. Через мгновение нас уже двоих тащит другой солдат-срочник. Снова лежим втроём под днищем машины. Патроны у всех закончились, да и автомат мой разбило — две пули угодили в затворную раму. С горы часто орали: «Сдавайтесь, русские». Пока шёл дым, и нас не было видно, никто не стрелял. Дым прошёл — опять стали стрелять. Никто тогда не надеялся, что останется жив. А потом подлетели наши вертушки! Две штуки я сам видел. Сначала они шли высоко, а потом снизились и стали лупить ракетами по горам. А потом и артиллерия со стороны 324-го полка подключилась… Сколько прошло времени с начала атаки — не знаю. Когда появились первые наши солдаты со стороны 324-го полка, уже темнело. Медицинскую «мотолыгу» колонны боевики почему-то не расстреляли. И нас, раненых, стали собирать и укладывать в неё. Внутри поместилось человек шесть-восемь. Мёртвых положили на броню.

## Итоги боя
17 апреля для того, чтобы эвакуировать в базовый центр оставшуюся повреждённую технику и очистить трассу под руководством командира полка полковника Романихина отправилась очередная бронегруппа. Начальник артиллерии 245-го мотострелкового полка подполковник Борис Крамченков также присутствовал в том рейде:
Мы пришли рано утром, но «духи» уже ждали. Стоял туман, который маскировал нас. Это и позволило более-менее спокойно убрать сгоревшую технику. Всё, что ещё могло пригодиться, мы эвакуировали, остальное сталкивали в обрыв. Одновременно находили тела убитых. Все были обгоревшие. Всех завернули в фольгу и отвезли в базовый лагерь полка.
- Потери российских войск согласно докладу Л. Я. Рохлина составили 73 военнослужащих убитыми, 52 ранеными, уничтожены 6 БМП, один танк Т-72, одна БРДМ, 11 автомобилей[2]. По другим данным убитых было 76 (Новая газета)[4] или 95 человек (А. М. Казаков)[5]. Первоначально военным ведомством было сообщено о 26 убитых и 51 раненом[6]. Иностранные источники дают более высокие цифры потерь российских войск — от 100[7][8] до 223[9].

Официально в составе колонны находилось чуть менее двух сотен человек. Кроме того под обстрел колонны попали гражданские лица, которые присоединились к ней в населённых пунктах по пути её следования. Большинство трупов обгорело почти полностью. Людей опознавали по остаткам вещей, документов, личным номерам. Установить на месте личности около трёх десятков бойцов так и не смогли. Их тела отправили в специальную лабораторию в Ростове-на-Дону. Свыше полусотни человек было ранено, а полностью невредимыми пережили сражение только 13 солдат.
Вскоре террористами была опубликована видеозапись расстрела российской колонны, а также посещение ими во главе с Хаттабом места боя предположительно на следующий день («автотрасса уже очищена, трупы российских солдат убраны, разбитая техника сброшена на обочину»).
… В отрывках видеосъёмки бандитов, отснятой, по мнению специалистов, для спонсоров, можно увидеть сгоревшую, разбитую и перевёрнутую технику уничтоженной колонны. Вооружённые боевики очень довольны, они громко переговариваются и позируют на разбитых автомашинах. В кювете лежит перевёрнутый БМП, рядом с ним «Урал», опрокинутый на бок, за ним ещё один и ещё. В реке стоит расстрелянный БМП, возле сгоревшего грузовика разбросан хлеб…
- Потери террористов остались неизвестными, однако в последующие дни в окрестностях было найдено 7 тел жителей Шатойского района Чечни.

## Причины разгрома
По мнению генерала Льва Рохлина, помимо сложившихся на тот период в ВС РФ объективных причин, субъективными причинами разгрома явились непрофессионализм командования 245-го и 324-го мотострелковых полков, а также командования Оперативной группы Министерства обороны:
… Кроме указанных выше объективных причин, в рассматриваемом случае имел место и ряд грубых профессиональных ошибок как непосредственно в 245-м мсп и соседнем 324-м мсп, так и в руководстве Оперативной группы Министерства обороны.При подготовке к отправке колонны 245 мсп из пункта дислокации близ Шатоя в Ханкалу, планируемой на 15 апреля за материальными средствами, командование и штаб Оперативной группы (командующий — генерал-майор Кондратьев) допустили серьёзные нарушения в установленном порядке предотвращения нападения бандформирований на войсковые колонны. Командующий лично планированием и подготовкой проводки колонн не занимался, возложив эти вопросы на начальника штаба Оперативной группы.Штабом при подготовке проводки колонны не были уточнены задачи командирам частей, в зоне ответственности которых определены маршруты движения колонн, не организовано взаимодействие сил и средств в базовых центрах с проигрышем эпизодов по отражению нападения на колонну. Не было отдано письменного распоряжения командиру 324-го мсп об обеспечении проводки колонны. Штаб не потребовал доклада о готовности маршрута от командиров 245 и 324 мсп. Был нарушен приказ о необходимости наличия в колоннах двух командно-штабных машин для организации надёжной связи. Не было выделено авиационное обеспечение, хотя колонна не выпускалась из Ханкалы до 12:00 16 апреля из-за плохих погодных условий.Внезапное нападение террористов на колонну стало возможным вследствие необученности, халатности и потери бдительности командования и личного состава 324 и 245 мсп, длительное время находящихся в районе, подписавшем мирные соглашения. Большинство постоянных блокпостов в зоне ответственности полков были сняты. «Огневая обработка» наиболее опасных участков местности не велась.Командир 245 мсп при наличии прямой связи взаимодействие с командиром 324 мсп не организовал. Не было отработано решение командира 324 мсп на проводку колонны в своей зоне ответственности, где произошло уничтожение колонны. Разведка маршрута движения не проведена, временные блокпосты на опасных участках не выставлены, что позволило террористам заблаговременно подготовить в инженерном отношении и тщательно замаскировать огневые позиции на выгодных для засады участках местности.Проверка состояния дел в базовых центрах показала, что в 324 мсп имеются серьёзные недостатки в служебно-боевой деятельности. Информация о прохождении колонны с блокпоста на командный пункт полка не была доведена, бронегруппа, отправленная начальником штаба полка для оказания помощи колонне, была возвращена командиром полка. О снятии блокпостов в зоне ответственности полка начальник штаба вообще не доложил командиру полка.В свою очередь командир 245 мсп, отправляя колонну, назначил старшим заместителя командира полка по вооружению — лицо некомпетентное в вопросах ведения общевойскового боя. Из общевойсковых командиров в составе охранения колонны самым высшим должностным лицом был командир взвода.В ходе проводки колонны не велась разведка местности с использованием пеших боевых дозоров, даже в наиболее опасных местах. Не осуществлялось и выставление на наиболее опасных участках боковых сторожевых застав, а также занятие выгодных высот на маршруте движения. В полку не были созданы резервы сил и средств для оказания немедленной помощи колонне. А отсутствие резерва связи не позволило немедленно передать сигнал о нападении…
Амир Хаттаб, командир отряда террористов, разгромившего колонну 245-го полка, в своём видеоинтервью заявил, что данные о движении колонны предоставил боевикам некий военнослужащий ВС РФ, завербованный ими.

## Общественный резонанс
Президент России Б. Н. Ельцин накануне произошедшего разгрома колонны, во время приезда в Краснодар, заявил: «Война завершена. Готов обсуждать с Дудаевым, как будем жить с Чечнёй». Однако после известия о разгроме российской колонны, объявил: «Встречаться с Дудаевым не стану. Я с бандитами не разговариваю». После произошедшего Ельцин отдал приказ на физическое устранение Дудаева, что и было выполнено 21 апреля 1996 года, спустя 5 дней после уничтожения колонны 245 мсп.
Расстрел колонны 245-го гвардейского мотострелкового полка был предметом рассмотрения на заседании Государственной Думы Российской Федерации. 26 апреля 1996 года председатель Комитета Государственной Думы по обороне генерал Л. Я. Рохлин в своём докладе «О гибели военнослужащих 245-го мотострелкового полка в Чеченской Республике 16 апреля 1996 года» возложил ответственность за гибель колонны на Министерство обороны и на руководство страны:
Трагедия с расстрелом колонны 245-го мотострелкового полка явилась следствием его неподготовленности к ведению боевых действий.История формирования, развёртывания и боевой деятельности полка является типичной для массы таких же полков и бригад Министерства обороны и войск МВД, воюющих в Чеченской Республике.Потери полка с момента его ввода в зону боевых действий составили 220 человек. Только за последние четыре месяца полку трижды наносились чувствительные удары:
- первый — при захвате дудаевцами блокпоста № 24, когда в связи с полной потерей бдительности были разоружены часовые, захвачен в плен 31 военнослужащий, 12 человек погибло и 8 было ранено;
- второй — в бою за населённый пункт Гойское, в котором из-за неправильно принятого решения погибло 24 человека, 41 — ранен и 3 — пропали без вести;
- и третий — расстрел 16 апреля колонны в ущелье в полутора километрах севернее Ярышмарды, где в результате безалаберности, тактической безграмотности, отсутствия взаимодействия, потери бдительности погибло 73 военнослужащих, 52 ранено, уничтожены 6 БМП, один танк, одна БРДМ, 11 автомобилей.Систематически полк нёс и более мелкие потери.Такое положение сложилось прежде всего из-за недобросовестного выполнения обязанностей руководством Министерства обороны.Вина руководства Министерства обороны состоит в том, что сокращая армию с 3,5 до 1,7 миллиона человек, оно не оставило в её составе развернутых по полному штату, высоко обученных, материально укомплектованных соединений и частей.Опыт показывает, что наличие 2—3 таких дивизий с самого начала боевых действий могло обеспечить оперативное решение всех военных вопросов в Чечне.Таких дивизий не оказалось, несмотря на то, что только в Западной группе войск до вывода в Россию их было 18.Для выхода из создавшегося положения, после неудачи со взятием Грозного, руководство Министерства обороны принимает решение срочно развернуть части сокращённого состава и направить их в зону боевых действий.В число таких частей попадает и 245-й мотострелковый полк, дислоцирующийся в пос. Мулино под Нижним Новгородом.В течение 10 дней с 8 по 18 января 1995 года полк развёртывается с увеличением списочной численности со 172 до 1700 военнослужащих за счёт пополнения призывного контингента из Дальневосточного военного округа и офицеров и прапорщиков из состава армии. Срочным образом пытаются организовать боевое слаживание, но в связи с отсутствием времени это удаётся сделать лишь на уровне взводов без проведения ротных, батальонных и полковых учений. Кроме того, на должности стрелков, пулемётчиков, гранатомётчиков, снайперов пришлось ставить необученных солдат, первоначальная подготовка которых обычно занимает 3—6 месяцев, а не отведённые 10 дней.Таким образом, уже при убытии в Чечню полк своей неслаженностью, отсутствием тактического мастерства, низкой обученностью личного состава был обречён на потери.Эту обречённость усугубили другие ошибки Министерства обороны.К таким ошибкам следует отнести решение о смене офицеров в зоне ведения боевых действий через 3 месяца.В период нахождения полка в Чечне сменилось 4 комплекта офицеров. При этом уровень профессиональной подготовки присылаемых на замену офицеров постоянно снижался из-за ограниченных возможностей округа, в котором находятся в основном части сокращённого состава, а также из-за малого времени их подготовки на специальных сборах. Этот недостаток дополняют и сжатые сроки смены офицеров, которая осуществлялась в течение 2—3 дней без передачи накопленного опыта.По собственной службе знаю, что 3 и даже 6 месяцев нахождения в районе боевых действий явно недостаточно для приобретения боевого опыта. Поэтому, ещё толком не научившись воевать, приобретя первоначальный опыт ценой потерь личного состава, офицеры сдавали должности вновь прибывшим, которые вновь учились на своих ошибках, неопытными решениями подставляя себя и подчинённых под огонь противника…